# (32753) 1981 EB14
1981 EB14 (asteroide 32753) é um asteroide da cintura principal. Possui uma excentricidade de 0.15100880 e uma inclinação de 5.66130º.
Este asteroide foi descoberto no dia 1 de março de 1981 por Schelte J. Bus em Siding Spring.